# Ventura (Iowa)
Ventura es una ciudad ubicada en el condado de Cerro Gordo en el estado estadounidense de Iowa. En el Censo de 2010 tenía una población de 717 habitantes y una densidad poblacional de 113,69 personas por km².

## Geografía
Ventura se encuentra ubicada en las coordenadas 43°7′44″N 93°27′57″O / 43.12889, -93.46583. Según la Oficina del Censo de los Estados Unidos, Ventura tiene una superficie total de 6.31 km², de la cual 4.59 km² corresponden a tierra firme y (27.15%) 1.71 km² es agua.

## Demografía
Según el censo de 2010, había 717 personas residiendo en Ventura. La densidad de población era de 113,69 hab./km². De los 717 habitantes, Ventura estaba compuesto por el 98.33% blancos, el 0% eran afroamericanos, el 0% eran amerindios, el 0.56% eran asiáticos, el 0% eran isleños del Pacífico, el 0.42% eran de otras razas y el 0.7% pertenecían a dos o más razas. Del total de la población el 1.26% eran hispanos o latinos de cualquier raza.